# Mouse (telenovela)
Mouse (hangul: 마우스; rr: Mauseu) é uma telenovela sul-coreana exibida pela emissora tvN de 3 de março a 19 de maio de 2021, estrelada por Lee Seung-gi, Lee Hee-joon, Park Ju-hyun e Kyung Soo-jin.

## Enredo
A série segue Jeong Ba-reum (Lee Seung-gi), um policial inabalável, cuja vida muda quando ele encontra um assassino em série psicopata. Isso leva ele e seu parceiro ko Moo-chi (Lee Hee-joon) a descobrir a verdade por trás dos comportamentos psicopáticos. Isso também levanta a questão, se é possível fazer a varredura de um psicopata no útero da mãe usando o teste genético fetal. E se a criança no útero for um psicopata, será sensato ter esse filho?

## Elenco

### Elenco principal
- Lee Seung-gi como Jeong Ba-reum
- Lee Hee-joon como Go Moo-chi
  - Song Min-jae como Go Moo-chi (jovem)
  - Suh Dong-hyun como Go Moo-chi (adolescente)
- Kyung Soo-jin como Choi Hong-ju

### Elenco de apoio

#### Pessoas ao redor de Jeong Ba-reum
- Lee Seo-jun como Na Chi-guk
- Woo Ji-hyeon como Gu Dong-gu

#### Pessoas ao redor de Go Moo-chi
- Kim Young-jae como Go Moo-won, irmão mais velho de Moo-chi
  - Jo Yeon-ho como Go Moo-won (jovem)

#### Pessoas ao redor de Oh Bong-yi
- Kim Young-ok como avó que mora com Oh Bong-yi

#### Delegacia de polícia
- P.O como Shin Sang, um detetive novato trabalhando sob o comando do detetive Go Moo-chi
- Ahn Nae-sang como Bak Du-seok, chefe da equipe de armazenamento de evidências na administração de mão de obra militar
- Hyun Bong-sik como Bok Ho-nam, líder da equipe violenta da delegacia de polícia do Norte
- Yoon Seo-hyun como Gang Gi-hyeok, Detetive Inspetor
- Detetive Lee Min-soo

#### Outros
- Ahn Jae-wook como doutor Han Seo-joon, um neurocirurgião gênio do Hospital Guryong.
- Kim Jung-nan como Sung Ji-eun, esposa do doutor Han
- Kwon Hwa-woon como Sung Yo-han, um residente de emergência médica do Hospital Mujin
- Jo Jae-yoon como Daniel Lee, um doutor em genética e criminologista
- Jung Eun-pyo como Kang Deok-soo, um criminoso sexual infantil
- Shin Ha-young como Song Soo-jung
- Kim Kang-hoon como Jae-hoon
  - Seo Woo-jin como Jae-hoon (jovem)
- Kang Mal-geum
- Jin Seo-yeon
- Ma Dong-seok
- Woo Ji-hyun

## Produção
Em abril de 2020, Lee Seung-gi e Choi Jin-hyuk foram oferecidos para estrelar a série. Em junho, Lee Seung-gi foi confirmado para interpretar um policial novato. 935 Entertainment relatou em 4 de agosto que Park Ju-hyun estava considerando positivamente aparecer no drama. A YG Entertainment anunciou em 21 de outubro que Kyung Soo-jin está revisando positivamente a adesão do elenco do drama.
Em 29 de outubro, relatos revelaram que P.O estrelará o novo drama da tvN, depois que ele foi flagrado assistindo à leitura do roteiro, e um representante da rede confirmou: "É verdade que P.O estrelará o novo drama 'Mouse'.

## Trilha sonora

### Parte 1
| Lançado em 11 de março de 2021 |                      |                       |         |  |
| N.º                            | Título               | Artista               | Duração |  |
| 1.                             | "It's Okay" (괜찮아) | Sojung (Ladies' Code) | 3:26    |  |
| 2.                             | "It's Okay" (inst.)  |                       | 3:26    |  |
| Duração total:                 | Duração total:       | Duração total:        | 6:52    |  |

### Parte 2
| Lançado em 17 de março de 2021 |                    |                |         |  |
| N.º                            | Título             | Artista        | Duração |  |
| 1.                             | "Too Late"         | Horim          | 2:57    |  |
| 2.                             | "Too Late" (inst.) |                | 2:57    |  |
| Duração total:                 | Duração total:     | Duração total: | 5:54    |  |

## Recepção
Na tabela abaixo, os números azuis representam as audiências mais baixas e os números vermelhos representam as audiências mais elevadas.
| Episódio | Data de transmissão | Audiência média | Audiência média              |
| Episódio | Data de transmissão | Em todo o país  | Região Metropolitana de Seul |
| -------- | ------------------- | --------------- | ---------------------------- |
| 1        | 3 de março de 2021  | 4.948% (1st)    | 5.370% (1st)                 |
| 2        | 4 de março de 2021  | 4.044% (2nd)    | 4.886% (2nd)                 |
| 3        | 10 de março de 2021 | 5.985% (1st)    | 6.461% (1st)                 |
| 4        | 11 de março de 2021 | 6.202% (1st)    | 7.160% (1st)                 |
| 5        | 17 de março de 2021 | 5.796% (1st)    | 6.929% (1st)                 |
| 6        | 18 de março de 2021 | 6.672% (1st)    | 7.530% (1st)                 |
| 7        | 24 de março de 2021 | 5.502% (2nd)    | 6.324% (2nd)                 |
| 8        | 25 de março de 2021 | 6.414% (1st)    | 7.362% (1st)                 |
| 9        | 31 de março de 2021 |                 |                              |
| 10       | 1 de abril de 2021  |                 |                              |
| 11       | 7 de abril de 2021  |                 |                              |
| 12       | 8 de abril de 2021  |                 |                              |
| 13       | 14 de abril de 2021 |                 |                              |
| 14       | 15 de abril de 2021 |                 |                              |
| 15       | 21 de abril de 2021 |                 |                              |
| 16       | 22 de abril de 2021 |                 |                              |
| 17       | 28 de abril de 2021 |                 |                              |
| 18       | 29 de abril de 2021 |                 |                              |
| 19       | 5 de maio de 2021   |                 |                              |
| 20       | 6 de maio de 2021   |                 |                              |
| Média    |                     |                 |                              |

- Este drama foi transmitido por um canal de televisão por assinatura, que normalmente tem um público relativamente menor em comparação com as emissoras de televisão abertas (KBS, SBS, MBC e EBS).